# TV Mania

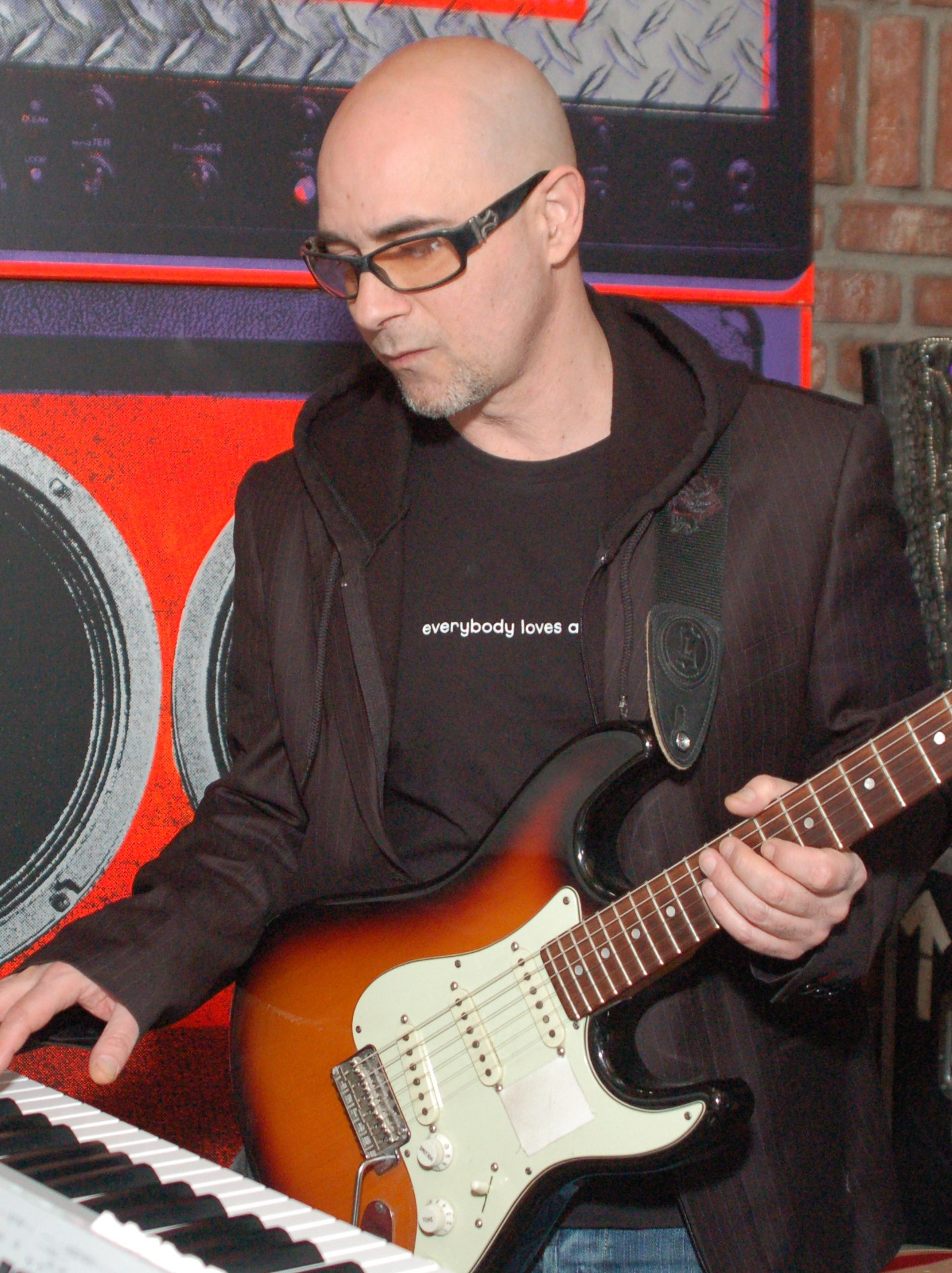
Warren Cuccurullo

TV Mania – to nazwa zespołu tworzącego w stylu muzyki elektronicznej założonego w 1995, który składał się z keyboardzisty Nicka Rhodesa oraz gitarzysty Warrena Cuccurullo.

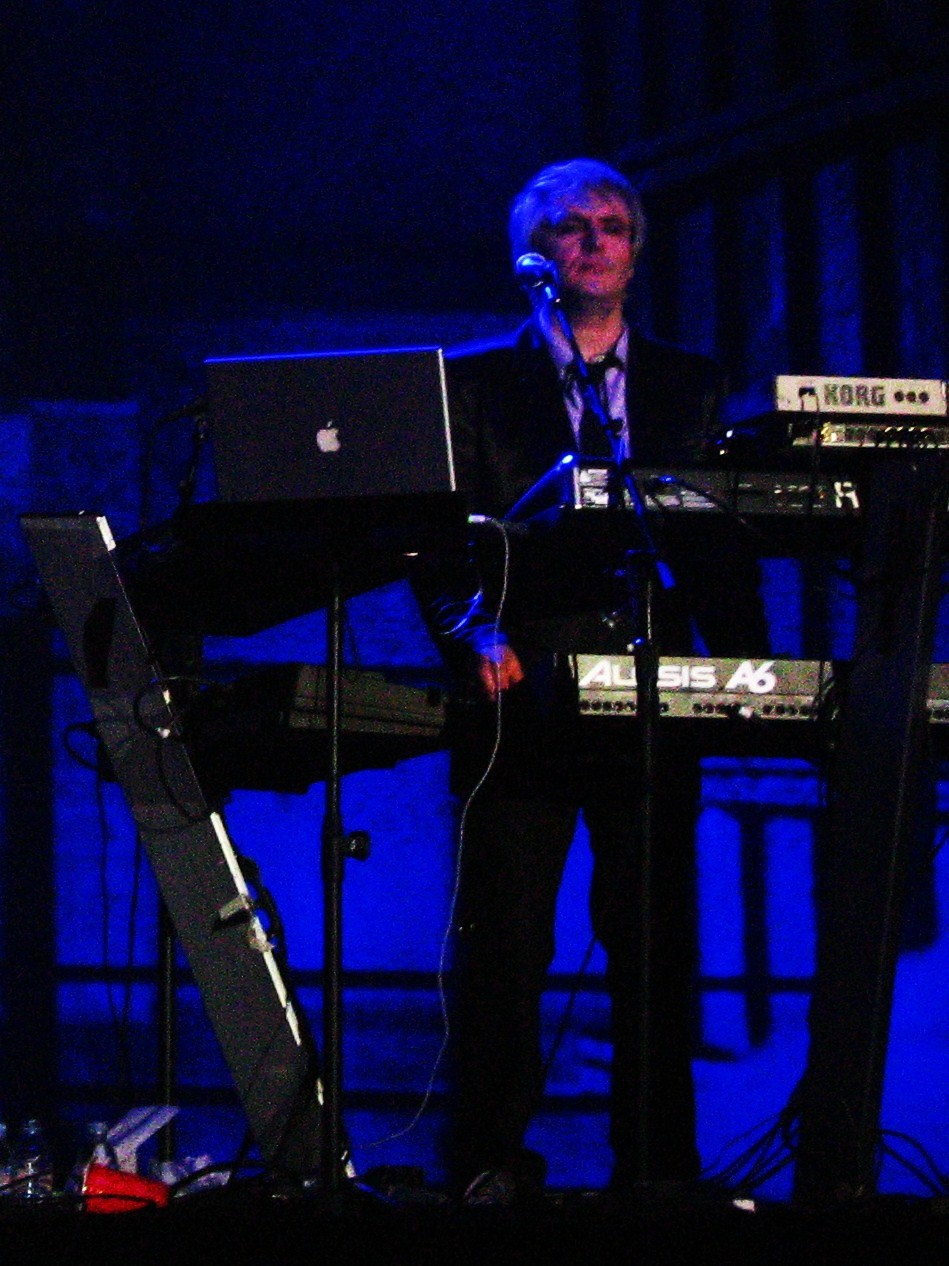
Nick Rhodes

Obydwaj panowie byli członkami zespołu Duran Duran.  Ten długotrwały projekt poboczny muzyków, który był odświeżany zawsze kiedy występowała przerwa w twórczości Duran Duran, wyprodukował ponad sześćdziesiąt utworów, które jednak nie doczekały się jeszcze wydania. Kilka z tych utworów jest dostępnych na stronie internetowej Cuccurullo, inne zostały zawarte w ścieżce dźwiękowej do filmu z roku 2004 zatytułowanego Trollywood w reżyserii Madeleine Farley, która była partnerką Rhodesa przez kilka lat.
Muzyka stworzona przez ten zespół opisywana jest jako bardzo eksperymentalna, składająca się w większości z naturalnych dźwięków nagranych z radia czy telewizji, w stylu muzyki konkretnej. Pewnego razu Rhodes opisał swoją twórczość jako “Opera społeczna śmieciowej kultury w trzech aktach” z luźnym librettem oraz dodał, że chętnie zobaczyłby to przedstawienie na scenie.
Projekt został porzucony w momencie kiedy Cuccurullo został usunięty z zespołu w roku 2001.
Produkcja albumów Duran Duran Medazzaland oraz Pop Trash została wykonana przez Cuccurullo oraz Rhodesa i też została przypisana do zespołu "TV Mania". Działanie takie było różne od wcześniejszych produkcji kiedy to produkcja albumu była przypisywana całego zespołowi. Stało się tak z powodu mniejszego zaangażowania wokalisty Simona Le Bona w pisanie utworów, nagrywanie i proces miksowania.